# Eva May
Eva May, geboren als Eva Maria Mandl, (Wenen, 29 mei 1902 – Baden bei Wien, 10 september 1924) was een Oostenrijks actrice.

## Biografie
May, de enige dochter van regisseur Joe May en zijn vrouw actrice Mia May, groeide op in Wenen, Hamburg en Berlijn waar haar ouders in de filmindustrie werkten. Op vijftienjarige leeftijd speelde ze, onder regie van haar vader, voor het eerst in een film.
Vanaf de herfst van 1918 verscheen ze in rap tempo in een reeks filmproducties van Ring-Film GmbH, nu onder leiding van Erik Lund (echte naam Manfred Liebenau) met wie ze op jonge leeftijd was gehuwd. Ze maakte snel naam met deze films. In 1920 veranderde ze van zowel werkgever als echtgenoot. Regisseur Lothar Mendes werd haar tweede man, regisseur Manfred Noa haar derde.
Het privéleven van de getalenteerde maar wispelturige May bleef de boventoon voeren. Zo was ze de verloofde van Rudolf Sieber tot hij zijn latere vrouw Marlene Dietrich ontmoette. Ze kon hier niet mee omgaan en probeerde in 1923 haar leven te nemen. Dit mislukte. Maar toen ze een jaar later tevergeefs had geprobeerd met haar neef Fritz Mandl te trouwen (hij huwde later met een andere actrice, Hedy Lamarr), probeerde ze het nog een keer. Nu lukte het wel. Na haar dood stopte haar moeder met acteren.

## Filmografie
- 1918: Der lebendige Tote
- 1918: Sadja
- 1918: Erträumtes
- 1918: Stürme – Ein Mädchenschicksal
- 1919: Staatsanwalt Jordan
- 1919: Die verwunschene Prinzessin
- 1919: Irrlicht
- 1919: Schloß Einöd
- 1919: Schwarze Perlen
- 1919: Das Gebot der Liebe
- 1919: Die Fee von Saint Ménard
- 1919: Die Braut des Entmündigten
- 1919: Das törichte Herz
- 1919: Im Wirbel des Lebens
- 1920: Der Henker von Sankt Marien
- 1920: Die Legende von der heiligen Simplicia
- 1921: Die Amazone
- 1921: Fridericus Rex
- 1921: Junge Mama
- 1921: Seine Exzellenz von Madagaskar (twee delen)
- 1922: Scheine des Todes
- 1922: Der Graf von Charolais
- 1922: Der Graf von Essex
- 1923: Paganini
- 1923: Alt-Heidelberg
- 1923: Die Fledermaus
- 1924: Der geheime Agent